# Charles Conrad (artiste belge)
Pour les articles homonymes, voir Conrad et Charles Conrad (homonymie).
Charles Conrad (1912-1994) est un artiste et réalisateur belge.

## Biographie
Artiste multidisciplinaire, Charles Conrad « s'est imposé comme sculpteur, peintre, graveur ». Invité en 1961 au Val-Saint-Lambert, il est le premier artiste indépendant accueilli par la cristallerie : il s'y distingue avec la création d'une collection originale de vases et de coupes.
Il s'est également intéressé au cinéma, réalisant des courts métrages et un long métrage, Krystyna et sa nuit.

## Filmographie
- 1977 : Krystyna et sa nuit